# Grenzenlos (2017)

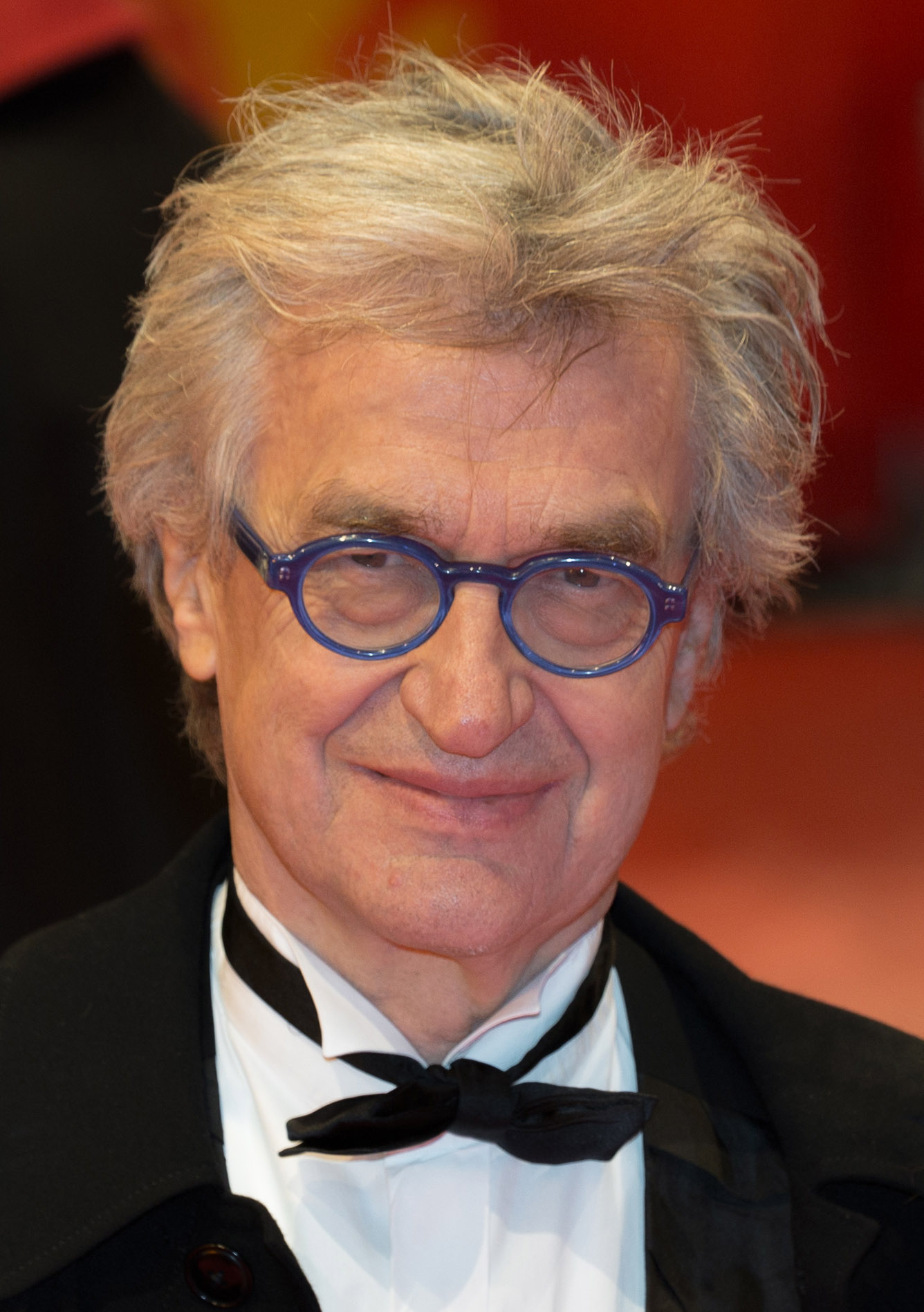
Wim Wenders bei der Berlinale 2017

Grenzenlos (Originaltitel: Submergence) ist ein romantischer Thriller von Wim Wenders, der auf dem gleichnamigen Roman von J.M. Ledgard basiert. Die Hauptrollen übernahmen James McAvoy und Alicia Vikander. Der Film wurde ab Ende März 2016 in Europa und Afrika inszeniert und feierte seine Weltpremiere am 10. September 2017 beim Toronto International Film Festival. Am 22. September 2017 eröffnete er zudem das Filmfestival in San Sebastián. In Deutschland war er erstmals am 13. Oktober 2017 auf dem Filmfest Hamburg zu sehen. Der Kinostart in Deutschland war am 2. August 2018.

## Handlung
Der britische Geheimagent und Wasserbauingenieur James More wird in Somalia von Dschihad-Kämpfern gefangen genommen. Währenddessen arbeitet Danielle Flinders in der Grönlandsee als Meeresforscherin. Beide hatten sich einige Wochen zuvor zufällig in einem Hotel an der französischen Atlantikküste kennen und lieben gelernt.

## Produktion
Die Produktion profitierte von der Unterstützung durch die Deutsch-Französische Förderkommission der Filmförderungsanstalt und des Centre national du cinéma et de l’image animée. Das Medienboard Berlin-Brandenburg förderte den Film mit 450.000 Euro. Wenders’ Firma Neue Road Movies verwirklichte den Film in Koproduktion mit den Firmen Backup (Paris) und Morena (Madrid). Gedreht wurde unter anderem im Studio Babelsberg in Potsdam und an verschiedenen weiteren Orten in Spanien, in Frankreich, in Dschibuti und auf den Färöer-Inseln.